# Премия Правительства Санкт-Петербурга в области литературы, искусства и архитектуры
Премия Правительства Санкт-Петербурга в области литературы, искусства и архитектуры — российская ежегодная национальная премия в области культуры, искусства, архитектуры и литературы.

## Номинации и призовой фонд
Премии Правительства Санкт-Петербурга в области культуры и искусства присуждаются за выдающийся вклад авторов, отличающийся новизной и оригинальностью. Поощряются произведения искусства, архитектуры и литературы, снискавшие профессиональное и общественное признание, значительные для художественной культуры России и Санкт-Петербурга.
Премии вручаются в мае, в День основания Санкт-Петербурга.
На сегодняшний день её размер составляет 330 тысяч рублей (2022), в каждой номинации. Удостоенным премии вручаются памятный знак и диплом лауреата. Номинант не может одновременно представляться на соискание премии по нескольким произведениям. Возможно присуждение премии авторскому коллективу.
Гран-при присуждается в номинации «За выдающиеся заслуги в деятельности, направленной на развитие петербургской культуры».
Также премия ежегодно присуждается в одиннадцати номинациях:
- литературы;
- театрального искусства;
- музыкально-сценического искусства;
- музыкального исполнительского искусства;
- композиторского искусства;
- изобразительного искусства;
- киноискусства;
- архитектуры;
- дизайна[6];
- просветительской деятельности;
- музейного дела.

## Выбор победителей
Для отбора произведений, представленных на соискание премии, формируется комиссия по премиям Правительства Санкт-Петербурга в области культуры
и искусства, которая утверждается Правительством Санкт-Петербурга. Решение о призёре принимается большинством голосов с учётом присутствия на заседании не менее двух третей от общего числа членов комиссии.
Работы рассматриваются при условии, что они были опубликованы не менее чем за три месяца до окончания приема. Представленные на премию материалы обратно не возвращаются, за исключением оригиналов произведений.
Заявки номинантов принимаются в Комитете по культуре Санкт-Петербурга. Вручается премия губернатором Санкт-Петербурга.

## Лауреаты премии
В числе лауреатов премии разных лет: Татьяна Пилецкая, Илья Бояшов, Алиса Фрейндлих, Борис Эйфман, Даниил Гранин, Валерий Траугот, Олег Басилашвили, Кирилл Лавров, Давид Голощекин, Андрей Петров, Владислав Чернушенко, Юрий Темирканов, Владимир Бортко, Дмитрий Месхиев, Константин Хабенский, Никита Явейн, Семен Спивак, Станислав Горковенко, Борис Заборов, Владимир Прошкин, Юрий Рытхэу, Владимир Рецептер и другие.